# استپان آقاجانیان
استپان ملیکستی آقاجانیان (ارمنی: Ստեփան Մելիքսեթի Աղաջանյան؛ انگلیسی: Stepan Meliksetovich Aghajanian؛ زاده ۱۶ دسامبر ۱۸۶۳ در شوشی – درگذشته ۱۳ دسامبر ۱۹۴۰ در ایروان) یک نقاش اهل ارمنستان بود.

## زندگی‌نامه
آقاجانیان «هنرمند مردمی ارمنستان شوروی» در سال ۱۹۳۸ میلادی شد. وی یکی از چهره‌های اصلی در هنرهای زیبای ارمنستان در سده ۲۰ میلادی است که در سبک‌های مختلف ممارست نمود و به خصوص به عنوان یک هنرمند پرتره شناخته می‌شود. آقاجانیان در شوشی، سپس در باکو، مارسی و آکادمی هنرهای زیبای پاریس تحصیل نمود. از سال ۱۹۲۲ میلادی در ارمنستان فعالیت نمود.

## نگارخانه

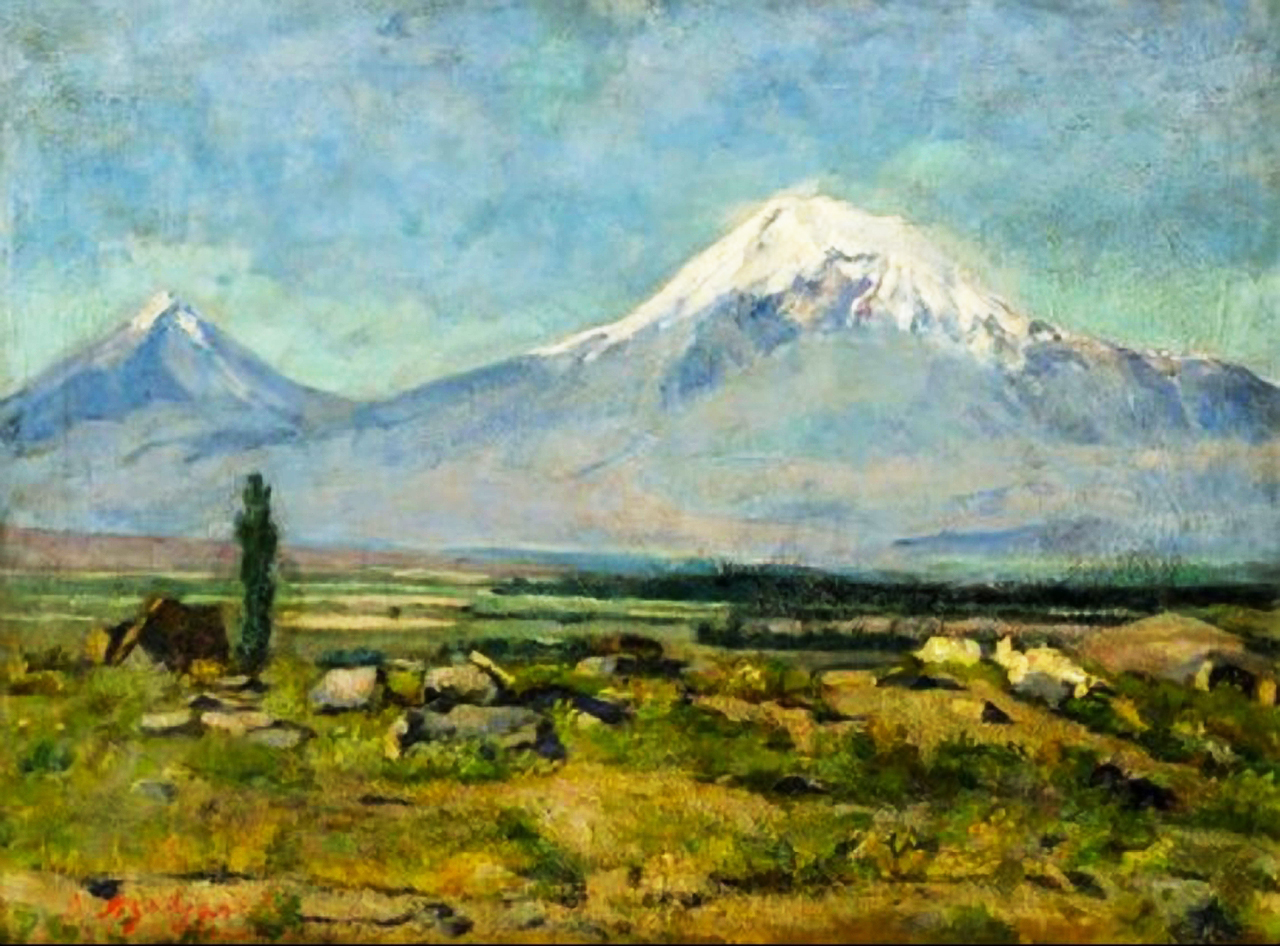
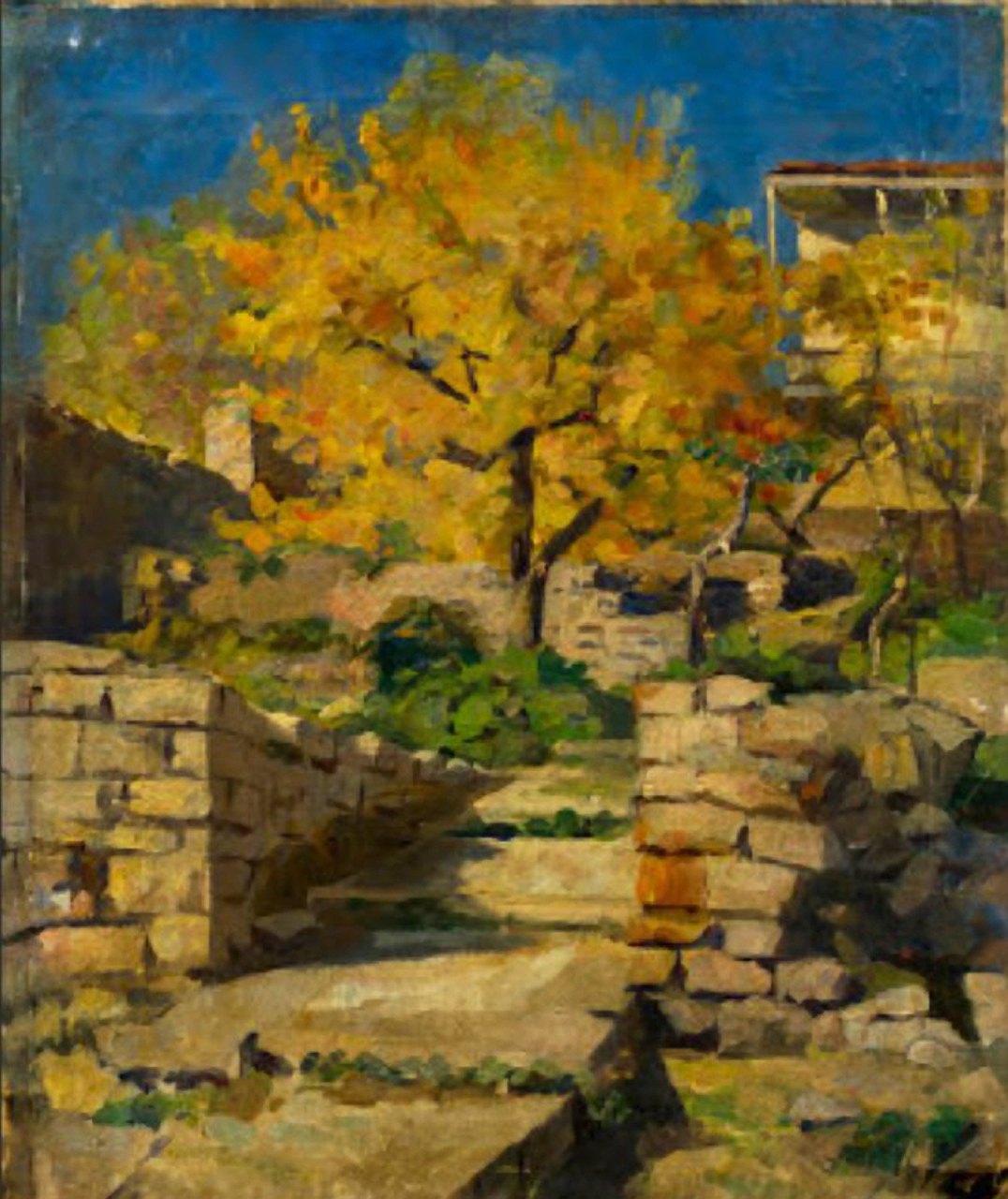
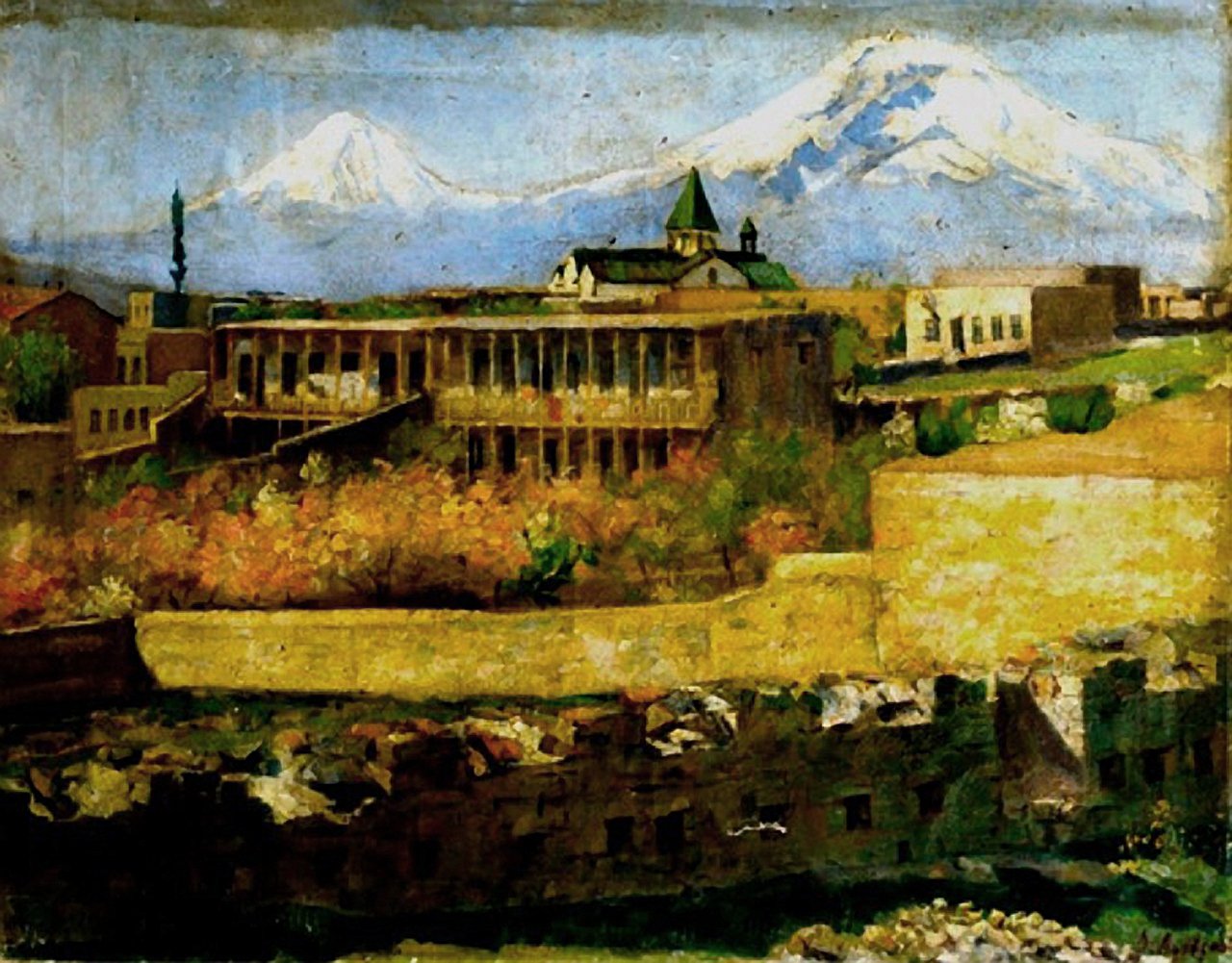
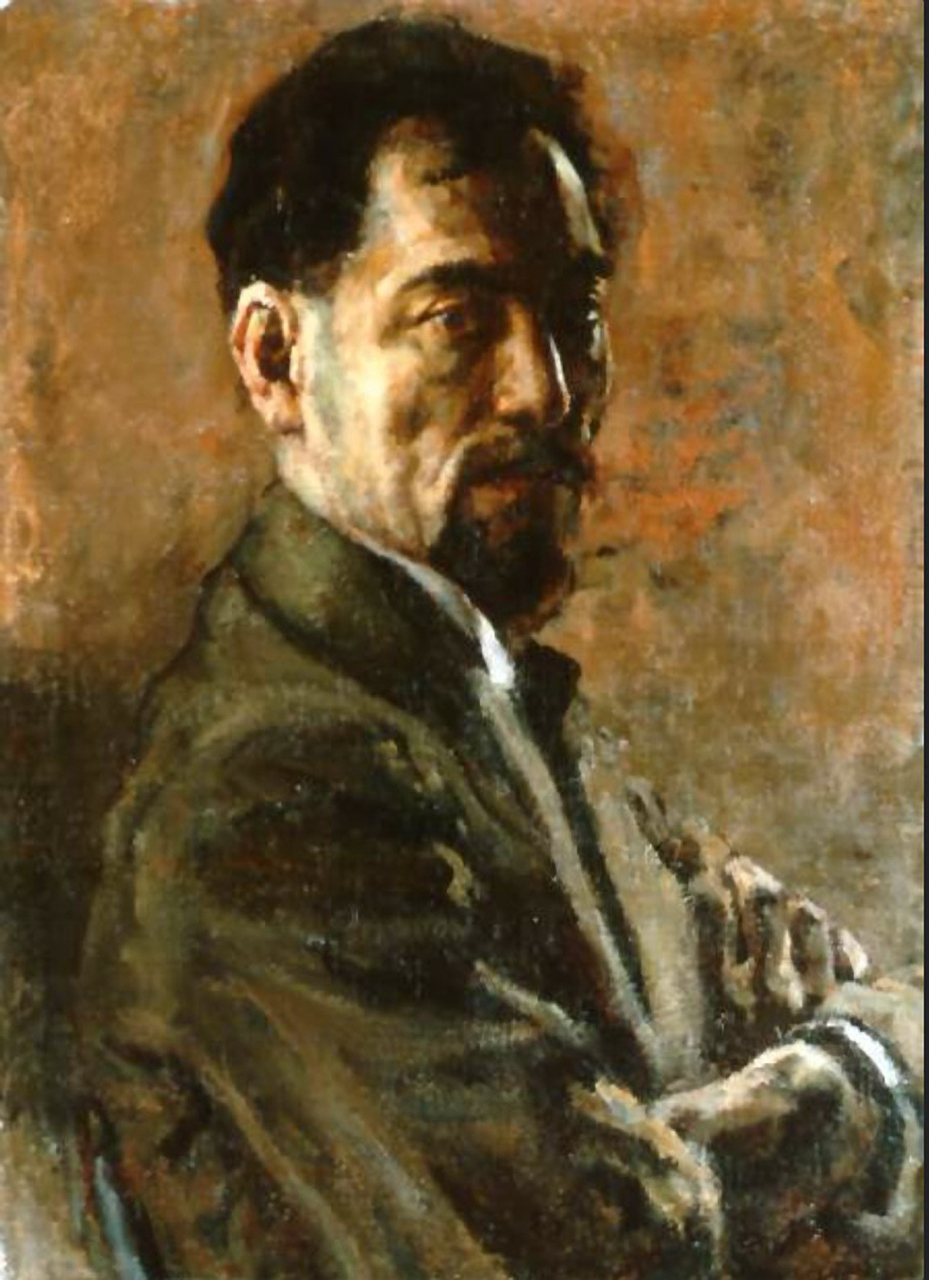
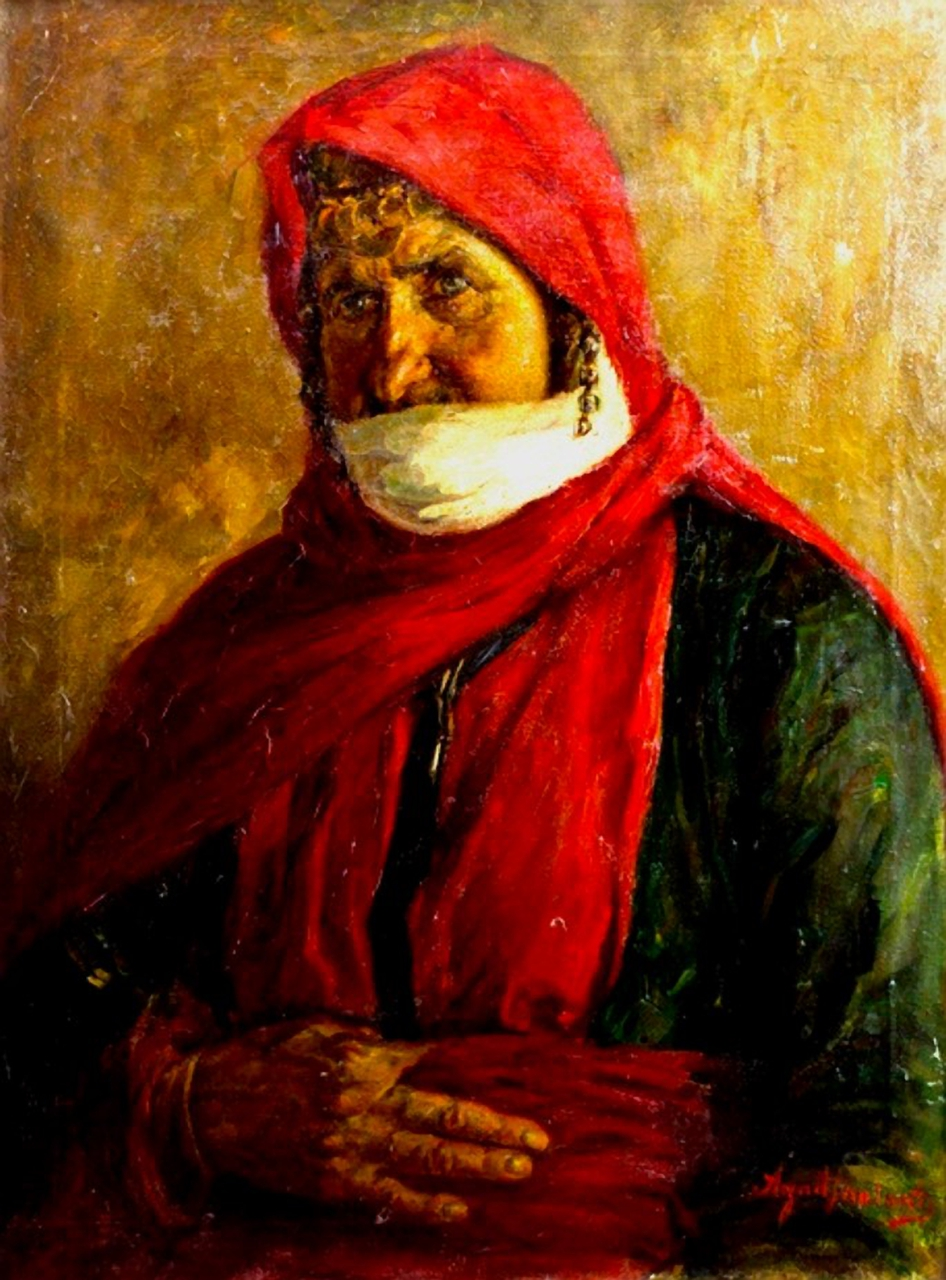
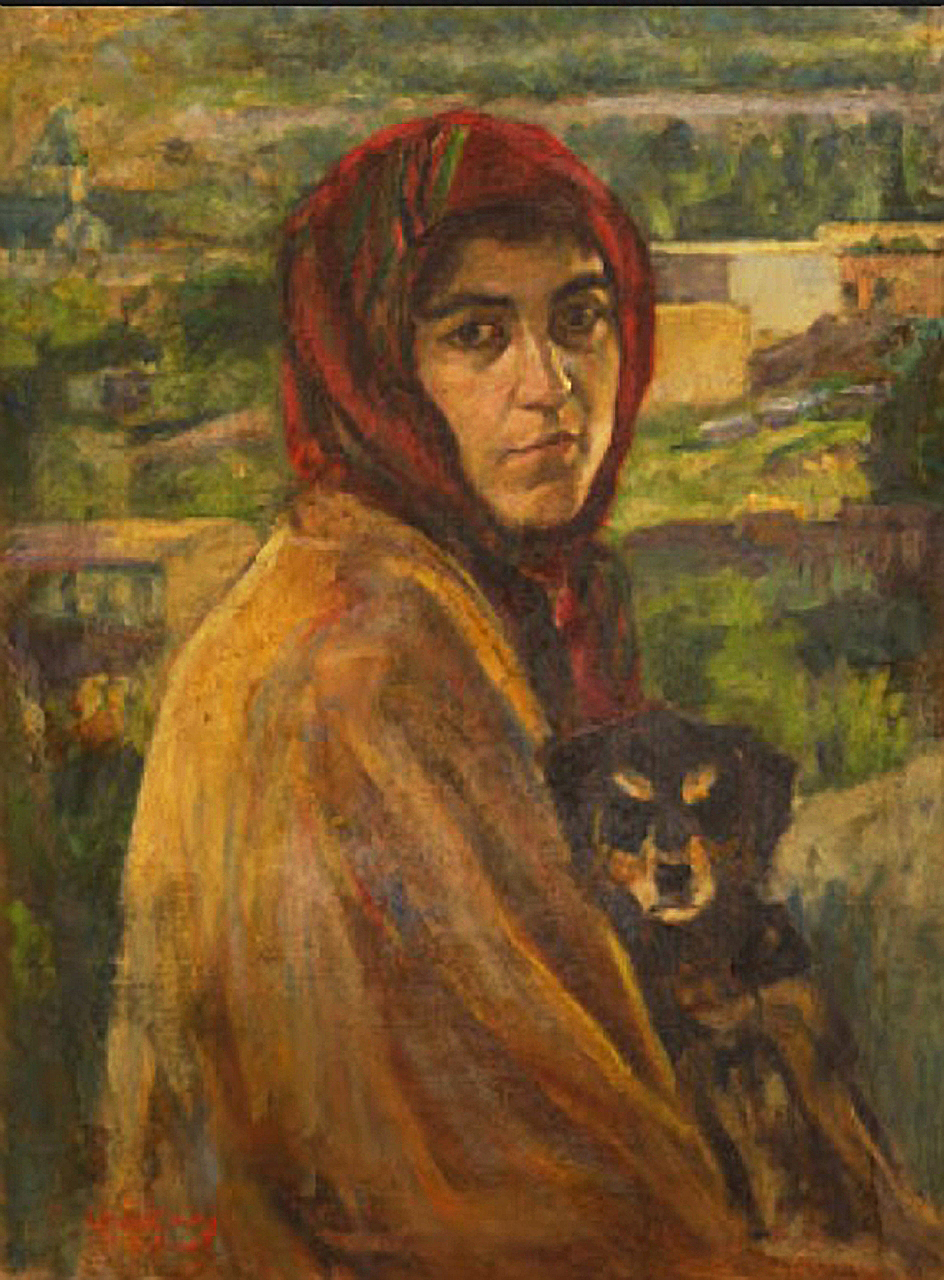
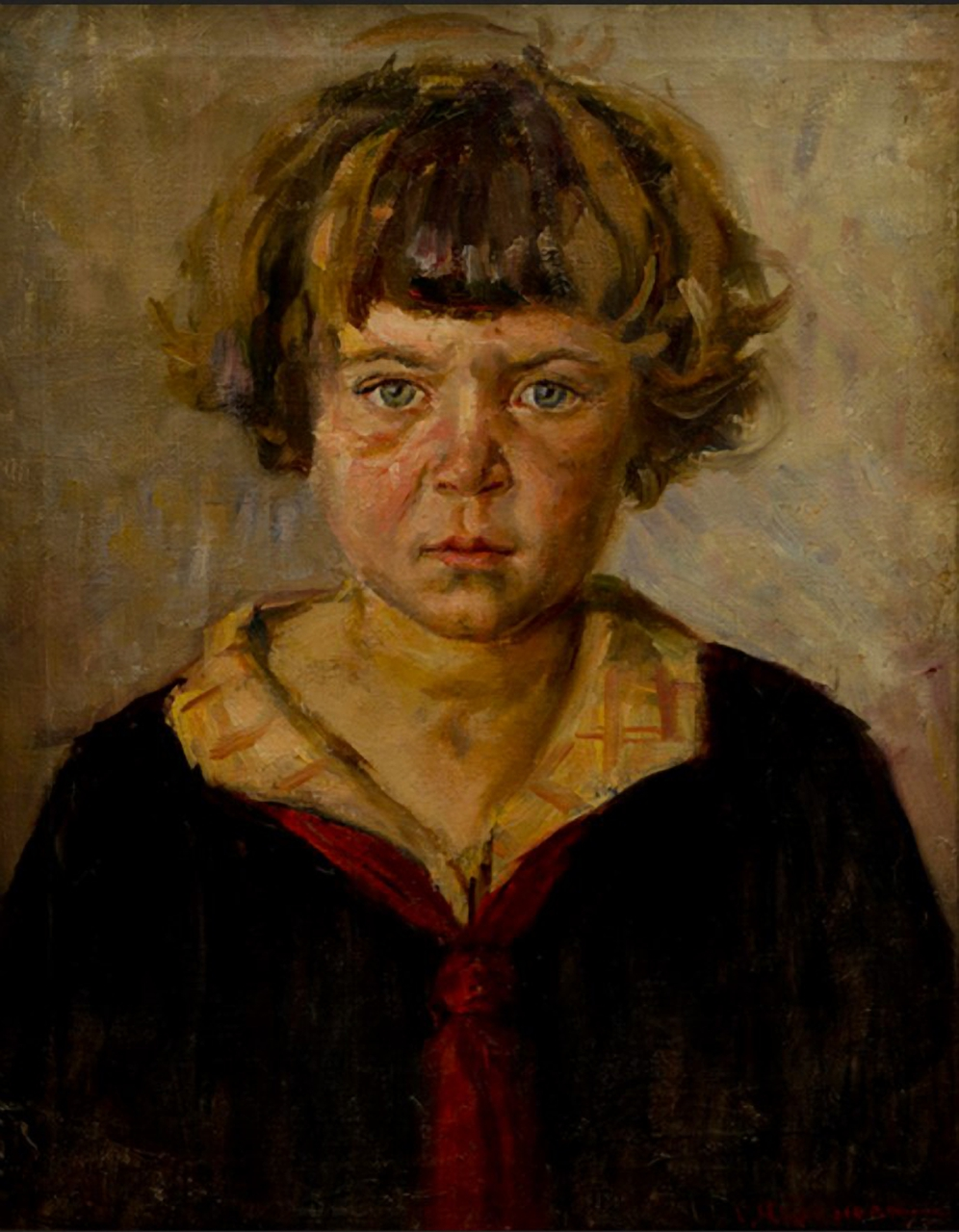
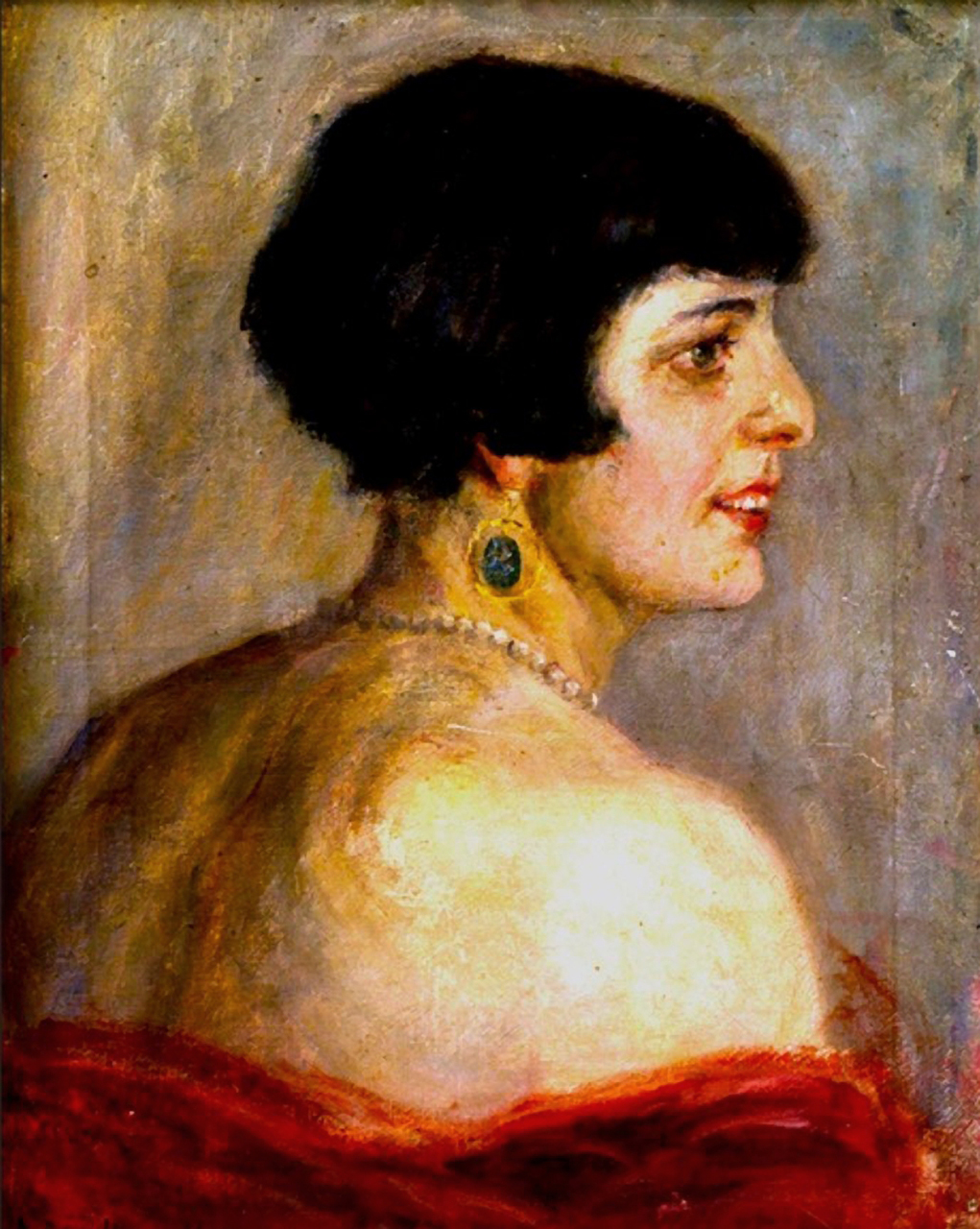
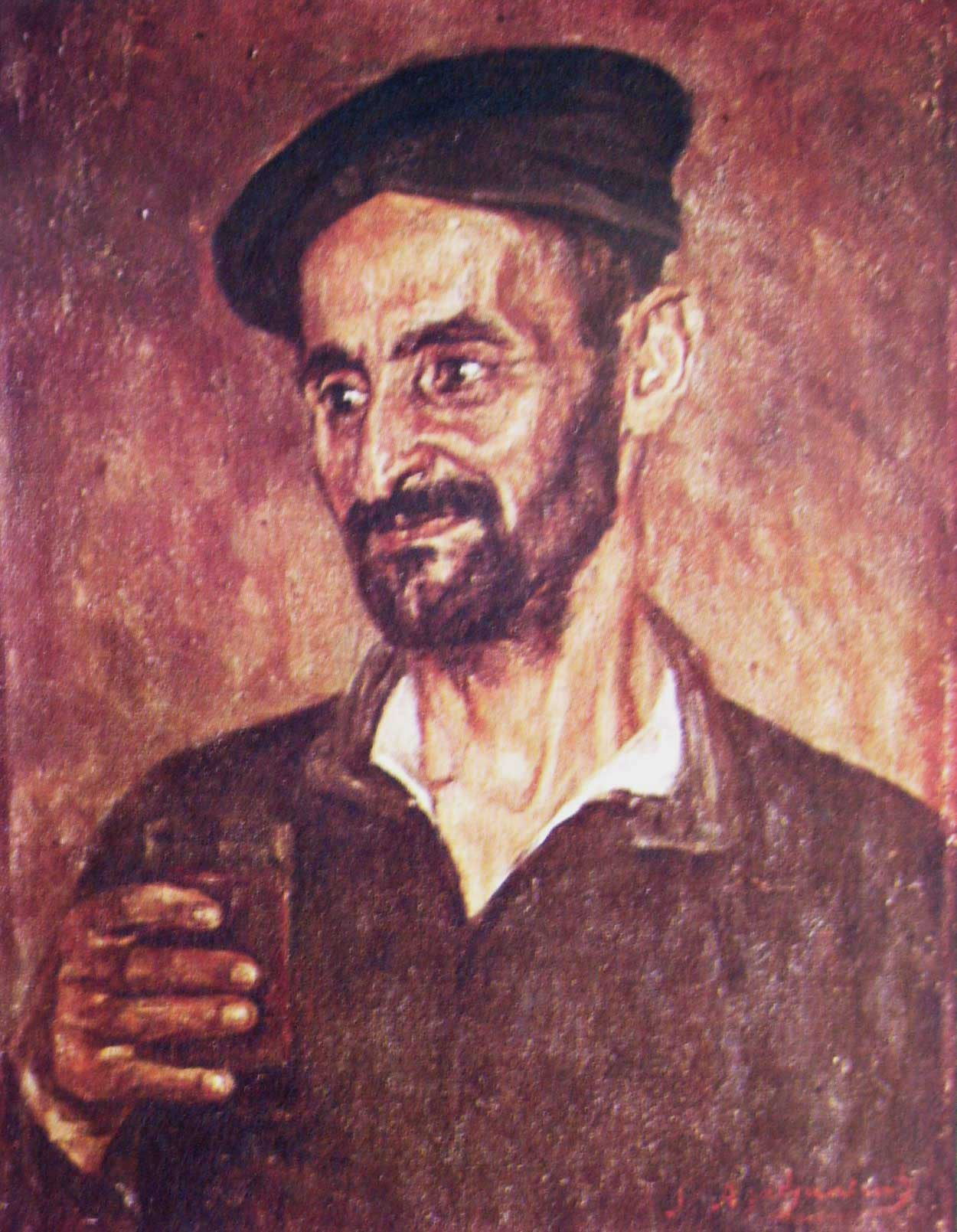